# デューン (小説)
『デューン』（Dune）は、アメリカの作家フランク・ハーバートによるSF小説のシリーズ。第1作『砂の惑星』が1965年に発表されると、その人気を受けて『砂漠の救世主』『砂丘の子供たち』『砂漠の神皇帝』『砂漠の異端者』『砂丘の大聖堂』と次々に続編が著された。
出版直後から幾度も映像化が構想されたが、その製作は困難を極め、『エル・トポ』で知られるアレハンドロ・ホドロフスキーを始め多くの人が挫折。ようやく1984年に初めて映画化を成功させたのはディノ・デ・ラウレンティスであったが、監督したデイヴィッド・リンチ自身が認めているように、作品世界全体を描くには充分な内容に仕上がっていたとは言い難い。
なおハーバートは、映画『スター・ウォーズ』には『デューン』から流用した設定等が数十個あると生前語っていた。実際、ジョージ・ルーカスが『スター・ウォーズ』の世界を検討している際に読み込んだ多くの本の中にも含まれていたという。
2000年代初頭にはアメリカのSF専門ケーブルテレビ局Sci Fiチャンネルでテレビドラマシリーズ化され、『デューン/砂丘の子供たち』までが映像化された。その後2008年にパラマウント・ピクチャーズがピーター・バーグ（後にピエール・モレル）を監督にして映画化すると発表したが2011年に製作中止となった。
2013年、頓挫したホドロフスキー版の顛末が『ホドロフスキーのDUNE』としてドキュメンタリー映画化された。
土星の衛星タイタンの地形の多くがデューンに登場する地名にちなんで名付けられている（タイタンの地形一覧）』
2000年、著者の息子ブライアン・ハーバートが、『スター・ウォーズ』や『Xファイル』のノベライズ作品で知られるケヴィン・J・アンダースンとの共著で、『デューン』の背景とキャラクターを使った『デューンへの道』シリーズを発表した。『砂の惑星』に至るまでの過去譚が語られており、父の世界観をうまく引き継いだと評価も高い。『公家アトレイデ』『公家ハルコンネン』『公家コリノ』の「公家3部作」の続刊も刊行された。

## あらすじ
砂に覆われ巨大な虫が支配する荒涼の惑星アラキス、通称デューンを舞台に、宇宙を支配する力を持つメランジと呼ばれるスパイスを巡る争いと、救世主一族の革命と世界の混迷を軸にした壮大なドラマが展開される。

## フランク・ハーバート作品
日本語版は酒井昭伸による新訳版『砂の惑星』『砂漠の救世主』『砂丘の子供たち』以外は全て矢野徹の訳によるもので、絶版。

### 『デューン砂の惑星』（"Dune"：1965年）
遥か未来、思考機械の反乱を鎮圧して、中世風の特異な精神世界を作り上げた人間は宇宙帝国を築き世界を支配していたが、超能力をもつ女性教団ベネ・ゲセリットや、純粋数学と架空の薬物メランジの力で恒星間飛行能力を持ったスペースギルドなどの勢力が台頭し決して安泰ではなかった。しかも人間同士も権力争いを日々繰り広げており、危機感を抱いたパディシャー皇帝は、メランジの採掘権者ハルコネン家と宿敵アトレイデ家を宇宙で唯一メランジを産する砂漠の惑星アラキスで対峙させ、その争いに介入することでアラキスやメランジも含め世界を一気に掌握する陰謀を画策した。そしてアトレイデ家の当主レト公爵は殺されてアトレイデ家は四散、アラキスは帝国直轄領となり、すべて皇帝の思い通りになるかと思われた。が、公爵家の息子ポウルが砂漠に逃れて超能力と己の使命に目覚め、砂漠の民フレーメンの救世主となって、世界を根本から変革する戦いに立ち上がる。
砂漠の惑星アラキスに起こる革命の戦いや貴重な水を巡る話題、宗教的な精神世界観などからイスラム教やアラブ文化からのインスピレーションによって書かれた作品であることはほぼ定説となっている。ストーリーの流れ自体はエンターティメントの定番とも言える貴種流離譚であるが、登場人物や舞台となる世界の特徴が細かく描かれており、読む者の想像力を一気に掻き立てる展開となっている。
主要な舞台であるアラキスでの設定はエコロジカルなニュアンスを醸し出しており、初版当初は新鮮だった。
特にシャイ・フルドと呼ばれ、生命の水やメランジを生成する全長数百メートルに上るミミズのような砂虫（サンドワーム）が、砂の中を突進してきて振動するもの全てを飲み込む描写は迫力に富み、その後の巨大怪物を描く際のイメージのひとつを創り上げた。楳図かずお『漂流教室』の未来怪物やアニメ『伝説巨神イデオン』のドウモウ、映画『トレマーズ』シリーズのグラボイズなどは形態、設定が酷似しているほか、スター・ウォーズのスペース・スラッグ、宮崎駿『風の谷のナウシカ』の王蟲（オーム）にも影響を与えたといわれている。
海外では本国アメリカを始め1巻本で出版されているが、日本の早川書房から矢野徹翻訳で出版されたものは4巻に分割された。初期の版では石ノ森章太郎が表紙や挿絵を担当している。表紙は映画版公開後は映画版のスチールとなり、のち、加藤直之が担当した。
2016年の酒井昭伸による新訳版は上中下の3巻本である。
ヒューゴー賞及びネビュラ賞受賞。星雲賞長編部門を受賞。

### 『デューン砂漠の救世主』（"Dune Messiah"：1969年）
ムアッディブことポウル・アトレイデが帝座について12年。メランジを掌握するポウルに対し、ベネ・ゲセリット、宇宙協会、ベネ・トライラックスの旧勢力は協働して陰謀を巡らせる。ポウル自身もまた、絶望の未来の予視に悩まされ、次第にそれに束縛されるようになっていく。
2023年の酒井昭伸による新訳版は上下の2巻本である。

### 『デューン砂丘の子供たち』（"Children of Dune"：1976年）
ポウルが砂漠に去ってから10年。引き続くテラフォーミングによってアラキスは緑の惑星に姿を替えつつあった。ポウルの遺児であるレトとガニマは、惑星の緑化によって砂虫がいなくなりメランジが産出されなくなる危険に気づく。だがその双子を、再び帝座へ返り咲かんとするコリノ家の陰謀が狙っていた。
2024年の酒井昭伸による新訳版は上下の2巻本である。

### 『デューン砂漠の神皇帝』（"God Emperor of Dune"：1981年）
レト二世の即位から3500年、宇宙は「レトの平和」と呼ばれる平和と停滞を強いられ、アラキスは完全に水と緑の惑星と化していた。「神皇帝」レト二世は半ば砂虫と化しており、その人間性は失われつつあった。レトの遠大な人類救済計画「黄金の道」と、イックスの陰謀が交錯する。

### 『デューン砂漠の異端者』（"Heretics of Dune"：1984年）
レト二世の崩御から1500年。飢饉と大離散を経た旧帝国に、外宇宙から新たな勢力が帰還してくる。そして再び砂虫が跳梁する砂の惑星となっていたアラキス＝ラキスに、砂虫を操ることのできる少女が現れる。

### 『デューン砂丘の大聖堂』（"Chapterhouse: Dune"：1985年）
「誇りある女たち」の攻撃によってラキスは破壊された。退避させた砂虫によって、ベネ・ゲセリットの大聖堂惑星は第二のデューンになろうとしていた。だがベネ・ゲセリットは次第に誇りある女たちに追い詰められる。

## ブライアン・ハーバート&ケヴィン・J・アンダースン作品
日本語訳が出版されているのは『公家コリノ』までで全て矢野徹の訳によるもの。

### 『デューンへの道/公家アトレイデ』（"Prelude to Dune: House Atreides"：2000年）
ポウルの父レト公爵の若き日を描く。

### 『"Sisterhood of Dune"』（2012年）
『"Mentats of Dune"』（2014年）

## 主な登場人物
複数巻に渡って登場する人物に限る。
ポウル・アトレイデ“ムアッディブ”
レト・アトレイデ公爵の嫡男。ジェシカの息子。二人の剣術師範からは決闘法を学び、母からはベネ・ゲセリット流の心身統御術を伝授されている。ハルコンネンの策謀でアラキスの砂漠に追放された結果、多量のメランジに曝され、未来予視の超能力を持つ「クイサッツ・ハデラッハ」として覚醒。フレーメンの宗教的指導者ムアッディブとしてアラキスに神権政治を樹立する。
ジェシカ
ポウルの母でレト公爵の愛妾。ベネ・ゲセリット。レト公爵への愛から、修道会に命じられた女児ではなく男児のポウルを生んだ。ベネ・ゲセリットの心身統御術により、特異な戦闘と生存の能力を持つ。
エイリア
レト公爵の死後にジェシカが生んだ、ポウルの妹。胎内にいる時に母ジェシカが多量の「命の水」を接種したために、生まれながらにして母系の先祖の記憶を持つ「前誕生者」。そのためベネ・ゲセリットからは「忌まわしい者」として忌み嫌われる。フレーメンからは「ナイフのエイリア」と呼ばれ、聖母的人気を持つ。
ガーニイ・ハレック
アトレイデ家に仕える剣術師範にしてバリセット（九弦楽器）の名手。顎にハルコンネンにつけられた鞭蔦の傷跡が走る、固太りの好漢。
ダンカン・アイダホ
アトレイデ家に仕える剣術師範。黒山羊のような巻毛に面長の美男子。ポウルとジェシカを守って戦死するが、その細胞からベネ・トライラックスがゴーラ（複製人間）を作成した結果、5000年に渡って死と再生を繰り返して宇宙の歴史に関わることになる。
スティルガー
フレーメンの部族長。黒髭を生やし、理知的な思考とフレーメン特有の思想が同居した優れたリーダー。ハルコンネンに追われたポウルとジェシカを部族に迎え入れ、ムアッディブの親友にして右腕となる。
チェイニー
フレーメンの精神的指導者リエトの娘で、スティルガーの姪。小妖精のような容貌と強い気性の持ち主。ポウル・ムアッディブとフレーメンの儀式で結ばれ、恋人となる。
イルーラン
コリノ家の大王皇帝シャッダム四世の娘。ムアッディブの伝記の執筆者。
ガイウス・ヘレン・モヒアム
ベネ・ゲセリットの教母。ジェシカの師。修道会の計画に反して生まれたポウルの人間性をゴム・ジャッバール（致死の毒）を用いてテストするが、ムアッディブをコントロールすることには失敗する。
ウラディーミル・ハルコンネン男爵
アトレイデ家の宿敵。反重力装置の補助がなければ動くこともできない極度の肥満体。利己的なマキャベリストで、謀略の天才。莫大な利益を生むアラキスの統治権をあえて明け渡すことでアトレイデ家を陥れ、帝位をも狙う陰謀を巡らせる。
レト二世“神皇帝”
ポウルとチェイニーの息子。双子の妹ガニマと共に、エイリア同様「前誕生者」であり、父を通じて「クイサッツ・ハデラッハ」としての能力をも受け継ぐ。人類救済の予視「黄金の道」に目覚めた結果、肉体を砂虫の幼生と一体化させて人間と砂虫のハイブリッドとなり、3500年に渡って神皇帝として帝国宇宙に君臨する。
ダーウィ・オドレイド
ベネ・ゲセリットの教母。アトレイデ家の血を引く。時の教母長タラーザとは特別な絆で結ばれる。
シーアナ
砂虫を操ることができる少女。ベネ・ゲセリットに保護されその訓練を受ける。
マーベラ
外宇宙から旧帝国宇宙に戻ってきた「誇りある女たち」の一人。ダンカン・アイダホと強固な肉体関係で結ばれる。
マイルズ・テグ
その天才的指揮により旧帝国宇宙に名を轟かすメンタート将軍。アトレイデ家の血を引く。

## 用語
このシリーズは特殊な用語が多いことが特徴である。大抵のSF作品は、特殊な専門用語が登場した場合、文章や台詞内での説明があるが、本作では説明無しに用語が頻繁に登場するので、巻末に用語集が小辞典のような体裁で付いてくる。

### アラキス
カノープスの第3惑星。デューン（砂丘）の名で知られる「砂の惑星」。二つの月を持つ。惑星全土に渡って水分が乏しく、深砂漠には巨大な「砂虫」が出没し、肉を骨から剥がし巨大宇宙船すら破壊する暴風「コリオリの嵐」が吹き荒れる、過酷な環境をしている。

### メランジ
アラキスでのみ産出するスパイス（麻薬）。砂虫が成長過程で産出する。その主要な作用は抗老化だが、意識を拡張することで様々な超能力の引き金になる。超光速輸送を支えるギルドのナビゲート能力や、ベネ・ゲセリットの特異な心身能力などはメランジに依存しており、宇宙的に重要な産品。常用者は眼球が深青に染まる。

### 砂虫（サンドワーム・産砂）
アラキスの砂漠に生息する巨大な体節生物。ギルドの輸送船宇宙船すら凌ぐ大型のものもいる。振動を感知して砂漠から現れ、スパイス採掘機でも全翼機でもなんでも飲み込んで破壊してしまう。フレーメンがシャイイ・フルドと呼んで崇める。メランジの生成とアラキスの乾燥に深く関わっている。

### ブトレリアン・ジハド
かつて思考機械に対して起こされた人間の聖戦。これが教訓となって人類は高度に自律する機械を捨て、代わりに特異な精神文明を築くことになった(Butlerian Jihad)。

### メンタート
高度な推論能力を持つ人間コンピューター。高度な機械を拒絶する帝国社会において、公家など各勢力に重宝されている。

### ゴーラ
トライラックスが手がける複製人間。死んだ人間の細胞から培養されるクローンの一種だが、細胞記憶により生前と同じ記憶・人格を持つにいたる。

### クイサッツ・ハデラッハ
「道の短縮」を意味する。ベネ・ゲセリットが人類の交配によって生み出そうと長年画策してきた超能力者。母系・父系双方の先祖の記憶＝人類の記憶を保持し、未来を予視することができる。

### スティルスーツ（保水スーツ）
水が貴重なアラキスで使用される、顔面から下の全身を覆う服。人体の排泄物と呼気から水分を濾過・蒸留したうえでポケットに蓄えて再利用することができる。膝の屈伸と踵の踏み込みをポンプとして使用している。

## 登場勢力

### 帝国
長きにわたって宇宙を支配する人類の統一政体。安定した宇宙開拓のため、各惑星、あるいは恒星系を統治する公家（ハウス）、下位労働者（パイオンズ）などからなる厳密な階級区分（ファウフレルヒュス）による封建制をとる。狂信的な近衛兵軍団サルダウカーの軍事力を背景としたコリノ皇家によって支配されている。

### 大公家連合
帝国の星々を統治する事業主一族による組織。意思決定機関としてランドスラード議会を持つ。名目上は皇帝の支配下にあるものの、実際には皇室のサルダウカーと大公家連合、そして宇宙協会の三勢力がバランスを保つことによって帝国を構成している。各公家もまた核兵器と自動報復システムによって力の均衡を保っている。

#### アトレイデス家
豊かな海洋を持つ惑星カラダンを統治する公家。血筋は由緒あるもので、古代ギリシャのアトレウス王家まで遡ることができる。
帝国でも主要な大公家（ハウス・メジャー）で、その名は正義と高潔をもって知られる。ハルコンネン家は不倶戴天の敵。

#### ハルコンネン家
惑星ジエディ・プライムを故郷とする公家。人間狩りなどの悪徳・暴虐で知られる。アラキスを準領土としていたが、その暴政によって原住民フレーメンからは憎悪されている。
コリノ皇家とは皇帝登極以前からの盟友であり、謀略面を担当していた。またアトレイデ家とは宿敵同士。

### フレーメン
アラキスの原住民。「砂漠の民」。人間の生存は不可能とされるアラキス奥地の砂漠に、惑星の生態に適応した生活パターンによって居住している。
水を何よりも重要視する特異な信仰を持ち、いつの日か外世界から救世主（マフディー）が現れ、アラキスを緑の星に変えてくれると信じる。

### ベネ・ゲセリット
女子修道会。メランジによって強化された驚くべき知覚力と身体能力を持ち、「魔女」とも呼ばれる。その起源は思考機械破壊の後に作られた精神肉体訓練学校。人類の内なる獣性を緩和し、その未来をコントロールすることを目指し、公家の婚姻と交配を利用している。

#### 教母
多量のメランジ摂取による「香料苦悶（スパイス・アゴニー）」を通り抜けた者だけがなれる上級ベネ・ゲセリット。母系の先祖の記憶を持つ。
スパイス文化の発達したフレーメンにも、メランジの代わりに砂虫が分泌する「命の水」と呼ばれる毒物により目覚める砂漠の教母がいる。

### 宇宙協会（スペーシング・ギルド）
ベネ・ゲセリットに並ぶ、もうひとつの精神肉体訓練学校を起源とする勢力。宇宙旅行、星間輸送、国際間銀行業務を独占し、事実上は皇室をも上回る影響力を持つ。
その主要な構成員はメランジの大量摂取によって突然変異した航宙士（ナビゲーター）であり、超光速で航行する宇宙船を安全なルートで導くための予知能力を持っている。石ノ森章太郎の挿絵では半魚人、1984年の映画版では人と砂虫の幼生が一体化した“神皇帝”のような姿で描かれていた。
帝国の中でも最もメランジを多く必要とする勢力であり、「スパイスを止めるな」をモットーとする。

### イックス
惑星リチェスとともに、機械文明の発達で有名な星。多くの植民星も持っており、その科学工芸品は帝国全域で用いられている。禁じられた思考機械を復活させかねない存在でもあるため、宗教的嫌悪を向けられることも多い。

### ベネ・トライラックス
心のねじれた背教メンタート、複製人間（ゴーラ）、外見を自在に変えるフェイスダンサーなどを産出し、冒涜的な人間加工技術で知られる勢力。最も謎めいた勢力でもあり、特にトライラックス人の女性を見たものはいないとされる。

## 日本語翻訳書
出版はすべて早川書房〈ハヤカワ文庫〉より。

### フランク・ハーバード作品
- 『デューン砂の惑星 1』 矢野徹訳、1972、全国書誌番号:75065163
- 『デューン砂の惑星 2』 矢野徹訳、1973、全国書誌番号:75075992
- 『デューン砂の惑星 3』 矢野徹訳、1973、全国書誌番号:75067314
- 『デューン砂の惑星 4』 矢野徹訳、1973、全国書誌番号:75076040
- 『デューン砂漠の救世主』 矢野徹訳、1973、全国書誌番号:75065400
- 『デューン砂丘の子供たち 1』 矢野徹訳、1978、全国書誌番号:79003955
- 『デューン砂丘の子供たち 2』 矢野徹訳、1979、全国書誌番号:79007762
- 『デューン砂丘の子供たち 3』 矢野徹訳、1979、全国書誌番号:79009592
- 『デューン砂漠の神皇帝 1』 矢野徹訳、1984、全国書誌番号:84028059
- 『デューン砂漠の神皇帝 2』 矢野徹訳、1984、全国書誌番号:84029247
- 『デューン砂漠の神皇帝 3』 矢野徹訳、1984、全国書誌番号:84031553
- 『デューン砂漠の異端者 1』 矢野徹訳、1985、ISBN 4-15-010598-7
- 『デューン砂漠の異端者 2』 矢野徹訳、1985、ISBN 4-15-010604-5
- 『デューン砂漠の異端者 3』 矢野徹訳、1985、ISBN 4-15-010612-6
- 『デューン砂丘の大聖堂 1』 矢野徹訳、1986、ISBN 4-15-010697-5
- 『デューン砂丘の大聖堂 2』 矢野徹訳、1987、ISBN 4-15-010706-8
- 『デューン砂丘の大聖堂 3』 矢野徹訳、1987、ISBN 4-15-010714-9
- 『デューン砂の惑星 上』 酒井昭伸訳、2016、ISBN 978-4-15-012049-8
- 『デューン砂の惑星 中』 酒井昭伸訳、2016、ISBN 978-4-15-012050-4
- 『デューン砂の惑星 下』 酒井昭伸訳、2016、ISBN 978-4-15-012051-1
- 『デューン 砂漠の救世主 上』 酒井昭伸訳、2023
- 『デューン 砂漠の救世主 下』 酒井昭伸訳、2023

### ブライアン・ハーバート&ケヴィン・J・アンダースン作品
- 『公家アトレイデ : デューンへの道 1』 矢野徹訳、2002、ISBN 4-15-011397-1
- 『公家アトレイデ : デューンへの道 2』 矢野徹訳、2002、ISBN 4-15-011400-5
- 『公家アトレイデ : デューンへの道 3』 矢野徹訳、2002、ISBN 4-15-011402-1
- 『公家ハルコンネン : デューンへの道 1』 矢野徹訳、2003、ISBN 4-15-011442-0
- 『公家ハルコンネン : デューンへの道 2』 矢野徹訳、2003、ISBN 4-15-011445-5
- 『公家ハルコンネン : デューンへの道 3』 矢野徹訳、2003、ISBN 4-15-011449-8
- 『公家コリノ : デューンへの道 1』 矢野徹訳、2004、ISBN 4-15-011471-4
- 『公家コリノ : デューンへの道 2』 矢野徹訳、2004、ISBN 4-15-011480-3
- 『公家コリノ : デューンへの道 3』 矢野徹訳、2004、ISBN 4-15-011487-0

## 映像作品

### 映画
| 年   | 題名                                  | 監督                 | 主演                 | 備考                                   |
| ---- | ------------------------------------- | -------------------- | -------------------- | -------------------------------------- |
| 1984 | デューン/砂の惑星 Dune                | デイヴィッド・リンチ | カイル・マクラクラン | 『デューン砂の惑星』を映画化           |
| 1988 | デューン/砂の惑星 Dune                | アラン・スミシー     | カイル・マクラクラン | 上記映画をテレビ放映用に再編集したもの |
| 2021 | DUNE/デューン 砂の惑星 Dune           | ドゥニ・ヴィルヌーヴ | ティモシー・シャラメ | 『デューン砂の惑星』を映画化した前編   |
| 2024 | デューン 砂の惑星PART2 Dune: Part Two | ドゥニ・ヴィルヌーヴ | ティモシー・シャラメ | 『デューン砂の惑星』を映画化した後編   |
| TBA  | Dune: Messiah                         | ドゥニ・ヴィルヌーヴ | ティモシー・シャラメ | 『デューン砂漠の救世主』を映画化       |

### テレビドラマ
| 年   | 題名                                | ショーランナー/監督  | 備考 |
| ---- | ----------------------------------- | -------------------- | --- |
| 2000 | デューン/砂の惑星 Dune              | ジョン・ハリソン     | 『デューン砂の惑星』を全3話でドラマ化 出演：ウィリアム・ハート、アレック・ニューマン                                                                                     |
| 2003 | デューン/砂の惑星Ⅱ Children of Dune | グレッグ・ヤイタネス | 『デューン砂漠の救世主』を全1話、『デューン砂丘の子供たち』を全2話でドラマ化 出演：アレック・ニューマン、ジェームズ・マカヴォイ、スーザン・サランドン                    |
| 2024 | デューン 預言 Dune: Prophecy        | アリソン・シャプカー | ブライアン・ハーバートとケヴィン・J・アンダーソンによる「Great Schools of Dune」を全6話でドラマ化 出演：エミリー・ワトソン、オリヴィア・ウィリアムズ、マーク・ストロング |

### ドキュメンタリー作品
| 年   | 題名                                   | 監督                 | 備考 |
| ---- | -------------------------------------- | -------------------- | --- |
| 2014 | ホドロフスキーのDUNE Jodorowsky's DUNE | フランク・パヴィッチ | 1970年代後半にチリの鬼才監督アレハンドロ・ホドロフスキーが取り組んだ幻の『デューン砂の惑星』初映画化プロジェクトに迫る |